# 246-й батальон РБХЗ
246-й батальон Радиационно-Биолого-Химической Защиты (серб. 246. батаљон Атомско-Биолошко-Хемијске Одбране), сокращённо 246-й батальон РХБЗ (серб. 246. батаљон АБХО) — основное подразделение сербской армии, предназначенное для радиационного, химического и биологического (РХБ) обеспечения Войск Сербии. Батальон находится под непосредственным командованием Сухопутных войск Сербии и дислоцируется в Крушеваце.

## История
В своём нынешнем состоянии батальон был сформирован 1 апреля 2007 года в городе Крушевац. На данный момент командиром батальона является подполковник Зоран Вукадинович. 

## Структура батальона
В состав батальона входят :
- командный пункт;
- пункт безопасности при ядерно-химической аварии;
- 1 рота РХБЗ;
- 2 рота РХБЗ;
- 3 рота РХБЗ.

## Задачи батальона
Основными задачами батальона, являются:
- организация и осуществление специальных мер по обеспечиванию противоядерной, химической и биологической безопасности;
- участие в многонациональных операциях в рамках программы по поддерживанию Партнёрства ради мира;
- помощь гражданским, властям  в ликвидации последствий стихийных, технологических и других бедствий.

## Подготовка
В батальоне происходит подготовка по обеспечению организации и осуществлению специальных мер по противоядерно-химико-биологической защите  подразделений армии, коллективная подготовка средств по устранению очагов химического (биологического, радиационного или ядерного) поражения в условиях действий многонациональных операций. 

## Традиция
Днём создания батальона считается 28 сентября. В 1932 году в соответствии с постановлением министра армии и флота Королевства Югославии в городе Крушевац под предводительством завода «Обиличево» был создан Барутанский батальон, первое регулярное формирование противохимической защиты. Батальон считается правопреемником первого формирования. 

## Награды
- Золотая медаль «За заслуги» (2015, Сербия)[5]